# Llera de Canales
Llera de Canales är en ort i Mexiko.   Den ligger i kommunen Llera och delstaten Tamaulipas, i den centrala delen av landet, 400 km norr om huvudstaden Mexico City. Llera de Canales ligger 277 meter över havet och antalet invånare är 4 005.
Terrängen runt Llera de Canales är platt åt sydost, men åt nordväst är den kuperad. Runt Llera de Canales är det mycket glesbefolkat, med 7 invånare per kvadratkilometer. Llera de Canales är det största samhället i trakten. I omgivningarna runt Llera de Canales växer huvudsakligen savannskog.